# لوبنیتس
لوبنیتس (به آلمانی: Löbnitz) یک شهر در آلمان است که در نوردزاکسن واقع شده‌است. لوبنیتس ۲٬۲۵۰ نفر جمعیت دارد.